# Werner Hacke
Werner Hacke (* 18. März 1948 in Duisburg) ist ein deutscher Neurologe und Hochschullehrer an der Ruprecht-Karls-Universität Heidelberg.

## Leben
Hacke studierte von 1968 bis 1974 Psychologie und Medizin an der RWTH Aachen. Seine Facharztausbildung erhielt er im Psychiatrischen Krankenhaus Gangelt, an der Neurologischen Universitätsklinik Aachen und an der Neurologischen Klinik der Universität Bern. Die Promotion erfolgte 1975. Er erlangte seine Facharztanerkennung für Neurologie und Psychiatrie im Jahr 1980. Von 1980 bis 1986 war er Oberarzt an der Neurologischen Klinik der RWTH Aachen, ab 1983, nach seiner Habilitation, bis 1986 leitender Oberarzt und ab 1985 Professor für Neurologie. Von 1986 bis 1987 war er als „Visiting Professor“ an der Scripps Clinic and Research Foundation in La Jolla/San Diego (Kalifornien) tätig.
Im Frühjahr 1987 erhielt er den Ruf auf das Ordinariat für Neurologie und als Direktor der  Neurologischen Universitätsklinik Heidelberg und war zu jener Zeit der jüngste Leiter einer neurologischen Klinik der Geschichte in Deutschland. Er war mehrfach Dekan der Medizinischen Fakultät, von 1993 bis 1998 Mitglied des Klinikumsvorstands, und von 2005 bis 2006 stellvertretender Klinikumsvorstand der Universitätsklinik Heidelberg.
Von 1989 bis 2000 war er Mitglied des Senats der Universität Heidelberg.
Hacke ist verheiratet und Vater von zwei Töchtern.
Am 1. Oktober 2014 hat er seine Funktion als Leiter der Neurologischen Klinik und Ordinarius für Neurologie nach 27 Jahren aufgegeben und ist seitdem der erste Seniorprofessor für Medizin der Universität Heidelberg.

## Leistungen
Hackes klinische und wissenschaftliche Aktivitäten liegen auf dem Gebiet der zerebrovaskulären Erkrankungen und der neurologischen Intensivmedizin. Er war Herausgeber bzw. im Herausgeberboard mehrerer internationaler wissenschaftlicher Zeitschriften wie Neurology, Stroke, J. Neurological Sciences, Cerebrovascular Diseases und andere. Seit über 30 Jahren ist er Mitherausgeber und seit 2014 federführender Herausgeber der Zeitschrift "Der Nervenarzt". Seit 2018 ist er federführender Herausgeber des open access online Journals "Neurological Research and Practice" der Deutschen Gesellschaft für Neurologie.
Er hat viele internationale, Leitlinien-verändernde klinische Studien zu Prävention (SPACE 1 und 2, CHARISMA, ROCKET-AF) und Therapie (ECASS 1-4, DIAS 1,2, DESTINY 1, 2) geleitet und war als Autor korrespondierender Autor an vielen nationalen und Internationalen Leitlinien zur Schlaganfallbehandlung beteiligt.
Mit über 800 Originalartikeln und Reviews, Gesamtzitaten von über 120.000 und einem h-Index von 122 (ISI WEB OF SCIENCE) und 140 (GOOGLE SCHOLAR) ist er  einer der weltweit meistzitierten Neurologen und Schlaganfallforscher.

## Ehrenmitgliedschaften
- American Neurological Association (Honorary Fellow)
- Pan-Russian Society of Neurology
- French Neurological Association
- 2003 Österreichische Schlaganfall-Gesellschaft
- 2005 Ungarische Schlaganfall-Gesellschaft
- 2012 Deutsche Gesellschaft für Neuroradiologie
- 2014 Deutsche Schlaganfall-Gesellschaft
- 2014 Deutsche Schlaganfallgesellschaft DSG
- 2015 Deutsche Gesellschaft für Neurologie
- 2015 Deutsche Gesellschaft für Neurochirurgie

## Auszeichnungen und Ehrungen
- 1974 Borchert Award, RWTH Aachen
- 1994 Yamanuchi Europe Price for Neuroscience
- 1998 William Feinberg Award for Excellence in Clinical Stroke, American Heart Association
- 2003 Ehrenvorsitzender der International Neurocritical Care Society
- 2003 Chiari-Preis der Österreichischen Schlaganfall-Gesellschaft
- 2003 Ehrenprofessur der Medizinischen Akademie Georgien
- 2004 Karolinska Stroke Award, Stockholm
- 2006 Ehrendoktor  (Dr. h. c.) der Staatsuniversität Tbilisi, Georgien
- 2008 Nonne-Medaille der Deutschen Gesellschaft für Neurologie DGN
- 2008 Presidents Award der World Stroke Organization
- 2009 Mihara Award der Mihara Foundation Japan
- 2009 Max-Jarecki Award, New York
- 2012 Ehrenpräsident der ESO
- 2015 Otfrid-Foerster-Medaille der Deutschen Gesellschaft für Neurochirurgie
- 2018 Ehrendoktor (Dr. h. c.) der Universität Debrecen, Ungarn
- 2018 Verdienstorden des Landes Baden-Württemberg[2]
- 2018 ESO Presidential Award
- 2020 WSO Stroke Leadership Award

## Verbandsfunktionen
- 1985 Erster Vorsitzender der ANIM (Arbeitsgemeinschaft Neurologische Intensivmedizin, heute Deutsche Gesellschaft fürNeurologischen Intensiv- und Notfallmedizin)
- 1998 Sekretär der Europäischen Schlaganfall-Initiative (EUSI)
- 2001 und 2002 Präsident der Deutschen Gesellschaft für Neurologie (DGN)
- 2003 und 2004 Präsident der Deutschen interdisziplinäre Vereinigung für Intensivmedizin (DIVI)
- Seit 2004 Mitglied der Heidelberger Akademie der Wissenschaften[1]
- Seit 2006 Mitglied des Board of Trustees der World Federation of Neurology (WFN)
- 2008 bis 2009 Präsident der Deutschen Schlaganfallgesellschaft (DSG)
- 2008 Mitglied der World Stroke Organization (WSO) und ex officio member des executive boards, Chair of the conference supervisory committee
- 2008 Founding President der European Stroke Organization (ESO)
- 2009 First Vice President der WFN
- 2015 President elect der WSO
- 2016–2018 President der WSO

Er war Co-Chair der World Stroke Conference in Kapstadt 2006, Vorsitzender des Wissenschaftlichen Beirats der World Stroke Conference in Wien 2008,  Co-Chair des Weltkongresses für Neurologie in Marrakesh 2011 und der Welt-Schlaganfallkongress in Brasilia 2012, Istanbul 2014 sowie Hyderabad 2016 und Montreal 2018.

## Veröffentlichungen
- Neurologische Intensivmedizin.. Perimed, Erlangen 1984.
- Cerebral Ischemia. Springer, Heidelberg 1989 (mit Michael Hennerici).
- Interventional Therapy of Stroke. Blackwell Science, New York 1998 (mit Steve Davis, Geoffrey Donnan und Jim Grotta).
- Neurologische Intensivmedizin. Springer, Heidelberg 1999 (mit Stefan Schwab et al).
- Neurologie. 11. Auflage, Springer, Heidelberg 1998 (mit Klaus Poeck).
- Stroke MRI 2003, Steinkopf Darmstadt (Co-editor, mit Jochen Fiebach und Peter Schellinger).
- Leitlinien der Deutschen Gesellschaft für Neurologie. Thieme, Stuttgart 2003 (mit Christoph Diener).
- NeuroCritical Care. Springer, Heidelberg 1994 (mit Dan Hanley, Karl Einhäupl und Allan Ropper).
- Neurologie 12. Auflage, Springer, Heidelberg 2006; erstmals alleiniger Autor
- Neurologie 13. Auflage, Springer, Heidelberg 2010
- Neurologie 14. Auflage (Hg) Springer, Heidelberg 2015

Hacke ist weiterhin Herausgeber mehrerer nationaler und internationaler wissenschaftlicher Zeitschriften, u. a. Der Nervenarzt und Mitglied internationaler Advisory Boards wie Int. J.  Stroke und Eur. J. Stroke.